# Protium montanum
Protium montanum är en tvåhjärtbladig växtart som beskrevs av Swart. Protium montanum ingår i släktet Protium och familjen Burseraceae. Inga underarter finns listade i Catalogue of Life.